# Bradycneme draculae
Bradycneme draculae byl druh menšího teropodního dinosaura žijícího v období pozdní křídy (geologický věk Maastricht, asi před 70 miliony let).

## Popis
Fosilie rodu Bradycneme byly objeveny na území současného Rumunska. Jeho jméno znamená v překladu „obří sova” a byl vědecky popsán roku 1975. Tento vyspělý teropod (zřejmě alvarezsaurid) dosahoval délky kolem tří metrů, přesné rozměry však nejsou známé.

## Mýtus o obřích sovách
Původně byly zkameněliny tohoto teropoda považovány za fosilie jakési obří druhohorní sovy o výšce kolem 1,8 metru. Teprve později se ukázalo, že se jednalo o zástupce skupiny alvarezsaurů.